# Debbie Van Hoek
Debbie Ann Van Hoek – australijska judoczka.
Uczestniczka mistrzostw świata w 1986. Złota medalistka mistrzostw Oceanii w 1983 i srebrna w 1985. Mistrzyni Australii w 1986 roku.